# Joni Mitchell/Diskografie
Diese Diskografie ist eine Übersicht über die musikalischen Werke der kanadischen Musikerin, Komponistin und Malerin Joni Mitchell. Den Quellenangaben zufolge hat sie weltweit mehr als 10 Millionen Tonträger verkauft. Damit zählt sie zu den einflussreichsten Musikerinnen ihrer Generation. Ihre kommerziell erfolgreichste Veröffentlichung ist das Album Court and Spark aus dem Jahr 1974, das in den USA mit Platin ausgezeichnet wurde.

## Alben

### Studioalben
| Jahr | Titel                                                                   | Höchstplatzierung, Gesamtwochen, AuszeichnungChartplatzierungen (Jahr, Titel, Platzierungen, Wochen, Auszeichnungen, Anmerkungen) | Höchstplatzierung, Gesamtwochen, AuszeichnungChartplatzierungen (Jahr, Titel, Platzierungen, Wochen, Auszeichnungen, Anmerkungen) | Höchstplatzierung, Gesamtwochen, AuszeichnungChartplatzierungen (Jahr, Titel, Platzierungen, Wochen, Auszeichnungen, Anmerkungen) | Höchstplatzierung, Gesamtwochen, AuszeichnungChartplatzierungen (Jahr, Titel, Platzierungen, Wochen, Auszeichnungen, Anmerkungen) | Höchstplatzierung, Gesamtwochen, AuszeichnungChartplatzierungen (Jahr, Titel, Platzierungen, Wochen, Auszeichnungen, Anmerkungen) | Höchstplatzierung, Gesamtwochen, AuszeichnungChartplatzierungen (Jahr, Titel, Platzierungen, Wochen, Auszeichnungen, Anmerkungen) | Anmerkungen                              |
| Jahr | Titel                                                                   | DE | AT | CH | UK | US | CA | Anmerkungen                              |
| ---- | ----------------------------------------------------------------------- | --- | --- | --- | --- | --- | --- | ---------------------------------------- |
| 1968 | Song to a Seagull auch bekannt als: Joni Mitchell Reprise Records (WEA) | — | — | — | — | US189 (9 Wo.)US | — | Erstveröffentlichung: 23. März 1968      |
| 1969 | Clouds Reprise Records (WEA)                                            | — | — | — | UK— GoldUK | US31 Gold · (36 Wo.)US | CA22 (… Wo.)CA | Erstveröffentlichung: 2. Mai 1969        |
| 1970 | Ladies of the Canyon Reprise Records (WEA)                              | — | — | — | UK8 Gold · (25 Wo.)UK | US27 Platin · (33 Wo.)US | CA16 (… Wo.)CA | Erstveröffentlichung: 17. März 1970      |
| 1971 | Blue Reprise Records (WEA)                                              | — | — | — | UK3 ×2Doppelplatin · (19 Wo.)UK                                                                                                   | US15 Platin · (28 Wo.)US | CA9 (… Wo.)CA | Erstveröffentlichung: 22. Juni 1971      |
| 1972 | For the Roses Asylum Records (WEA)                                      | — | — | — | UK— SilberUK | US11 Gold · (28 Wo.)US | CA5 (… Wo.)CA | Erstveröffentlichung: 17. November 1972  |
| 1974 | Court and Spark Asylum Records (WEA)                                    | — | — | — | UK14 Gold · (11 Wo.)UK | US2 ×2Doppelplatin · (64 Wo.)US                                                                                                   | CA1 (… Wo.)CA | Erstveröffentlichung: 3. Januar 1974     |
| 1975 | The Hissing of Summer Lawns Asylum Records (WEA)                        | — | — | — | UK14 Silber · (10 Wo.)UK | US4 Gold · (17 Wo.)US | CA7 (… Wo.)CA | Erstveröffentlichung: 17. November 1975  |
| 1976 | Hejira Asylum Records (WEA)                                             | — | — | — | UK11 Silber · (5 Wo.)UK | US13 Gold · (18 Wo.)US | CA22 (… Wo.)CA | Erstveröffentlichung: 3. November 1976   |
| 1977 | Don Juan’s Reckless Daughter Asylum Records (WEA)                       | — | — | — | UK20 Silber · (7 Wo.)UK | US25 Gold · (13 Wo.)US | CA28 (… Wo.)CA | Erstveröffentlichung: 13. Dezember 1977  |
| 1979 | Mingus Asylum Records (WEA)                                             | — | — | — | UK24 Silber · (7 Wo.)UK | US17 (18 Wo.)US | CA37 (… Wo.)CA | Erstveröffentlichung: 13. Juni 1979      |
| 1982 | Wild Things Run Fast Geffen Records (WEA)                               | — | — | — | UK32 (8 Wo.)UK | US25 (21 Wo.)US | CA33 (… Wo.)CA | Erstveröffentlichung: 7. Oktober 1982    |
| 1985 | Dog Eat Dog Geffen Records (WEA)                                        | — | — | — | UK57 (3 Wo.)UK | US63 (19 Wo.)US | CA44 (… Wo.)CA | Erstveröffentlichung: 7. Oktober 1985    |
| 1988 | Chalk Mark in a Rainstorm Geffen Records (WEA)                          | — | — | — | UK26 (7 Wo.)UK | US45 (16 Wo.)US | CA23 Gold · (… Wo.)CA | Erstveröffentlichung: 23. März 1988      |
| 1991 | Night Ride Home Geffen Records (WEA)                                    | — | — | — | UK25 (5 Wo.)UK | US41 (14 Wo.)US | CA29 (… Wo.)CA | Erstveröffentlichung: 19. Februar 1991   |
| 1994 | Turbulent Indigo Reprise Records (WEA)                                  | — | — | — | UK53 (3 Wo.)UK | US47 (9 Wo.)US | CA24 Gold · (… Wo.)CA | Erstveröffentlichung: 25. Oktober 1994   |
| 1998 | Taming the Tiger Reprise Records (WEA)                                  | DE79 (1 Wo.)DE | — | — | UK57 (1 Wo.)UK | US75 (4 Wo.)US | CA86 (… Wo.)CA | Erstveröffentlichung: 28. September 1998 |
| 2000 | Both Sides Now Reprise Records (WEA)                                    | DE63 (4 Wo.)DE | — | — | UK50 Gold · (3 Wo.)UK | US66 (11 Wo.)US | CA19 (… Wo.)CA | Erstveröffentlichung: 8. Februar 2000    |
| 2002 | Travelogue Nonesuch (WEA)                                               | — | — | — | — | — | — | Erstveröffentlichung: 19. November 2002  |
| 2007 | Shine Hear Music (UMG)                                                  | — | — | CH100 (1 Wo.)CH | UK36 (3 Wo.)UK | US14 (14 Wo.)US | CA13 (… Wo.)CA | Erstveröffentlichung: 21. September 2007 |

grau schraffiert: keine Chartdaten aus diesem Jahr verfügbar

### Livealben
| Jahr | Titel                                               | Höchstplatzierung, Gesamtwochen, AuszeichnungChartplatzierungen (Jahr, Titel, Platzierungen, Wochen, Auszeichnungen, Anmerkungen) | Höchstplatzierung, Gesamtwochen, AuszeichnungChartplatzierungen (Jahr, Titel, Platzierungen, Wochen, Auszeichnungen, Anmerkungen) | Höchstplatzierung, Gesamtwochen, AuszeichnungChartplatzierungen (Jahr, Titel, Platzierungen, Wochen, Auszeichnungen, Anmerkungen) | Höchstplatzierung, Gesamtwochen, AuszeichnungChartplatzierungen (Jahr, Titel, Platzierungen, Wochen, Auszeichnungen, Anmerkungen) | Höchstplatzierung, Gesamtwochen, AuszeichnungChartplatzierungen (Jahr, Titel, Platzierungen, Wochen, Auszeichnungen, Anmerkungen) | Höchstplatzierung, Gesamtwochen, AuszeichnungChartplatzierungen (Jahr, Titel, Platzierungen, Wochen, Auszeichnungen, Anmerkungen) | Anmerkungen                                                                                         |
| Jahr | Titel                                               | DE | AT | CH | UK | US | CA | Anmerkungen                                                                                         |
| ---- | --------------------------------------------------- | --- | --- | --- | --- | --- | --- | --------------------------------------------------------------------------------------------------- |
| 1974 | Miles of Aisles Asylum Records (WEA)                | — | — | — | UK34 (4 Wo.)UK | US2 Gold · (22 Wo.)US | CA13 (… Wo.)CA | Erstveröffentlichung: 11. November 1974                                                             |
| 1980 | Shadows and Light Asylum Records (WEA)              | — | — | — | UK63 (3 Wo.)UK | US38 (16 Wo.)US | CA73 (… Wo.)CA | Erstveröffentlichung: 9. September 1980                                                             |
| 2009 | Amchitka – October 16, 1970 Greenpeace              | — | — | — | — | — | — | Erstveröffentlichung: 10. November 2009 mit James Taylor und Phil Ochs                              |
| 2020 | Live at Canterbury House – 1967 Rhino Records (WMG) | — | — | — | — | — | — | Erstveröffentlichung: 30. Oktober 2020                                                              |
| 2021 | Live at Carnegie Hall – 1969 Rhino Records (WMG)    | — | — | — | — | — | — | Erstveröffentlichung: 12. November 2021                                                             |
| 2023 | At Newport Rhino Records (WMG)                      | DE64 (1 Wo.)DE | — | CH75 (1 Wo.)CH | UK52 (1 Wo.)UK | US167 (1 Wo.)US | — | Erstveröffentlichung: 28. Juli 2023 vom Newport Folk Festival, 24. Juli 2022 featuring the Joni Jam |
| 2025 | 1976 U.S. Tour Rhino Records (WMG)                  | — | — | — | — | — | — | Erstveröffentlichung: 12. April 2025 mit The L.A. Express                                           |

grau schraffiert: keine Chartdaten aus diesem Jahr verfügbar

### Kompilationen
| Jahr | Titel                                                                                | Höchstplatzierung, Gesamtwochen, AuszeichnungChartplatzierungen (Jahr, Titel, Platzierungen, Wochen, Auszeichnungen, Anmerkungen) | Höchstplatzierung, Gesamtwochen, AuszeichnungChartplatzierungen (Jahr, Titel, Platzierungen, Wochen, Auszeichnungen, Anmerkungen) | Höchstplatzierung, Gesamtwochen, AuszeichnungChartplatzierungen (Jahr, Titel, Platzierungen, Wochen, Auszeichnungen, Anmerkungen) | Höchstplatzierung, Gesamtwochen, AuszeichnungChartplatzierungen (Jahr, Titel, Platzierungen, Wochen, Auszeichnungen, Anmerkungen) | Höchstplatzierung, Gesamtwochen, AuszeichnungChartplatzierungen (Jahr, Titel, Platzierungen, Wochen, Auszeichnungen, Anmerkungen) | Höchstplatzierung, Gesamtwochen, AuszeichnungChartplatzierungen (Jahr, Titel, Platzierungen, Wochen, Auszeichnungen, Anmerkungen) | Anmerkungen                              |
| Jahr | Titel                                                                                | DE | AT | CH | UK | US | CA | Anmerkungen                              |
| ---- | ------------------------------------------------------------------------------------ | --- | --- | --- | --- | --- | --- | ---------------------------------------- |
| 1971 | The World of Joni Mitchell Reprise Records (WEA)                                     | — | — | — | — | — | — | Erstveröffentlichung: 1971               |
| 1996 | Hits Reprise Records (WEA)                                                           | — | — | — | UK— GoldUK | US161 (2 Wo.)US | — | Erstveröffentlichung: 29. Oktober 1996   |
| 1996 | Misses Reprise Records (WEA)                                                         | — | — | — | — | — | — | Erstveröffentlichung: 29. Oktober 1996   |
| 2004 | The Beginning of Survival Geffen Records (WEA)                                       | — | — | — | — | — | — | Erstveröffentlichung: 27. Juli 2004      |
| 2004 | Dreamland Reprise Records (WEA)                                                      | — | — | — | UK43 (2 Wo.)UK | US177 (1 Wo.)US | — | Erstveröffentlichung: 14. September 2004 |
| 2005 | Songs of a Prairie Girl Reprise Records (WEA)                                        | — | — | — | — | — | — | Erstveröffentlichung: 26. April 2005     |
| 2014 | Love Has Many Faces: A Quartet, a Ballet, Waiting to Be Danced Reprise Records (WEA) | — | — | — | — | — | — | Erstveröffentlichung: 17. November 2014  |
| 2020 | Early Joni – 1963 Rhino Records (WMG)                                                | — | — | — | — | — | — | Erstveröffentlichung: 30. Oktober 2020   |
| 2021 | Archives – Volume 1: The Early Years (1963–1967): Highlights Rhino Records (WMG)     | — | — | — | — | — | — | Erstveröffentlichung: 12. Juni 2021      |
| 2022 | Blue Highlights Rhino Records (WMG)                                                  | — | — | — | — | — | — | Erstveröffentlichung: 23. April 2022     |

grau schraffiert: keine Chartdaten aus diesem Jahr verfügbar

### EPs
| Jahr | Titel                                             | Höchstplatzierung, Gesamtwochen, AuszeichnungChartplatzierungen (Jahr, Titel, Platzierungen, Wochen, Auszeichnungen, Anmerkungen) | Höchstplatzierung, Gesamtwochen, AuszeichnungChartplatzierungen (Jahr, Titel, Platzierungen, Wochen, Auszeichnungen, Anmerkungen) | Höchstplatzierung, Gesamtwochen, AuszeichnungChartplatzierungen (Jahr, Titel, Platzierungen, Wochen, Auszeichnungen, Anmerkungen) | Höchstplatzierung, Gesamtwochen, AuszeichnungChartplatzierungen (Jahr, Titel, Platzierungen, Wochen, Auszeichnungen, Anmerkungen) | Höchstplatzierung, Gesamtwochen, AuszeichnungChartplatzierungen (Jahr, Titel, Platzierungen, Wochen, Auszeichnungen, Anmerkungen) | Höchstplatzierung, Gesamtwochen, AuszeichnungChartplatzierungen (Jahr, Titel, Platzierungen, Wochen, Auszeichnungen, Anmerkungen) | Anmerkungen                             |
| Jahr | Titel                                             | DE | AT | CH | UK | US | CA | Anmerkungen                             |
| ---- | ------------------------------------------------- | --- | --- | --- | --- | --- | --- | --------------------------------------- |
| 2021 | Blue at 50 – Demos & Outtakes Rhino Records (WMG) | — | — | — | — | US150 (1 Wo.)US | — | Erstveröffentlichung: 21. Juni 2021     |
| 2023 | Court & Spark Demos Rhino Records (WMG)           | — | — | — | — | — | — | Erstveröffentlichung: 24. November 2023 |
| 2024 | Hejira Demos Rhino Records (WMG)                  | — | — | — | — | — | — | Erstveröffentlichung: 29. November 2024 |

## Singles

### Als Leadmusikerin
| Jahr | Titel Album                                                    | Höchstplatzierung, Gesamtwochen, AuszeichnungChartplatzierungen (Jahr, Titel, Album, Platzierungen, Wochen, Auszeichnungen, Anmerkungen) | Höchstplatzierung, Gesamtwochen, AuszeichnungChartplatzierungen (Jahr, Titel, Album, Platzierungen, Wochen, Auszeichnungen, Anmerkungen) | Höchstplatzierung, Gesamtwochen, AuszeichnungChartplatzierungen (Jahr, Titel, Album, Platzierungen, Wochen, Auszeichnungen, Anmerkungen) | Höchstplatzierung, Gesamtwochen, AuszeichnungChartplatzierungen (Jahr, Titel, Album, Platzierungen, Wochen, Auszeichnungen, Anmerkungen) | Höchstplatzierung, Gesamtwochen, AuszeichnungChartplatzierungen (Jahr, Titel, Album, Platzierungen, Wochen, Auszeichnungen, Anmerkungen) | Höchstplatzierung, Gesamtwochen, AuszeichnungChartplatzierungen (Jahr, Titel, Album, Platzierungen, Wochen, Auszeichnungen, Anmerkungen) | Anmerkungen                                  |
| Jahr | Titel Album                                                    | DE | AT | CH | UK | US | CA | Anmerkungen                                  |
| ---- | -------------------------------------------------------------- | --- | --- | --- | --- | --- | --- | -------------------------------------------- |
| 1968 | Night in the City Song to a Seagull                            | — | — | — | — | — | — | Erstveröffentlichung: Juni 1968              |
| 1969 | Chelsea Morning Clouds                                         | — | — | — | — | — | — | Erstveröffentlichung: Juni 1969              |
| 1970 | Big Yellow Taxi Ladies of the Canyon                           | — | — | — | UK11 Gold · (15 Wo.)UK | US24 (16 Wo.)US | CA14 Platin · (… Wo.)CA | Erstveröffentlichung: April 1970             |
| 1971 | Carey Blue                                                     | — | — | — | — | US93 (1 Wo.)US | CA27 (… Wo.)CA | Erstveröffentlichung: 27. Mai 1971           |
| 1971 | California Blue                                                | — | — | — | — | — | — | Erstveröffentlichung: Oktober 1971           |
| 1972 | You Turn Me On, I’m a Radio For the Roses                      | — | — | — | — | US25 (16 Wo.)US | CA10 (… Wo.)CA | Erstveröffentlichung: Oktober 1972           |
| 1972 | Cold Blue Steel and Sweet Fire For the Roses                   | — | — | — | — | — | — | Erstveröffentlichung: 1972                   |
| 1973 | Raised on Robbery Court and Spark                              | — | — | — | — | US65 (8 Wo.)US | CA51 (… Wo.)CA | Erstveröffentlichung: Dezember 1973          |
| 1974 | Help Me Court and Spark                                        | — | — | — | — | US7 (19 Wo.)US | CA6 (… Wo.)CA | Erstveröffentlichung: 15. März 1974          |
| 1974 | Free Man in Paris Court and Spark                              | — | — | — | — | US22 (14 Wo.)US | CA16 (… Wo.)CA | Erstveröffentlichung: Juli 1974              |
| 1975 | Big Yellow Taxi (Live) Miles of Aisles                         | — | — | — | — | US24 (10 Wo.)US | CA54 (… Wo.)CA | Erstveröffentlichung: Dezember 1974          |
| 1975 | Carey (Live) Miles of Aisles                                   | — | — | — | — | — | — | Erstveröffentlichung: 1974                   |
| 1976 | In France They Kiss on Main Street The Hissing of Summer Lawns | — | — | — | — | US66 (4 Wo.)US | CA19 (… Wo.)CA | Erstveröffentlichung: Januar 1976            |
| 1976 | Coyote Hejira                                                  | — | — | — | — | — | CA79 (… Wo.)CA | Erstveröffentlichung: 1976                   |
| 1977 | Jericho Don Juan's Reckless Daughter                           | — | — | — | — | — | — | Erstveröffentlichung: 1977                   |
| 1977 | The Tenth World Don Juan's Reckless Daughter                   | — | — | — | — | — | — | Erstveröffentlichung: 1977                   |
| 1979 | The Dry Cleaner From Des Moines Mingus                         | — | — | — | — | — | — | Erstveröffentlichung: 29. Juli 1979          |
| 1980 | Why Do Fools Fall In Love (Live) Shadows and Light             | — | — | — | — | — | — | Erstveröffentlichung: August 1980            |
| 1982 | (You’re So Square) Baby, I Don’t Care Wild Things Run Fast     | — | — | — | — | US47 (9 Wo.)US | — | Erstveröffentlichung: November 1982          |
| 1983 | Chinese Cafe/Unchained Melody Wild Things Run Fast             | — | — | — | — | — | — | Erstveröffentlichung: Februar 1983           |
| 1983 | Underneath The Streetlight Wild Things Run Fast                | — | — | — | — | — | — | Erstveröffentlichung: Februar 1983           |
| 1985 | Good Friends Dog Eat Dog                                       | — | — | — | — | US85 (3 Wo.)US | — | Erstveröffentlichung: November 1985          |
| 1986 | Shiny Toys Dog Eat Dog                                         | — | — | — | — | — | — | Erstveröffentlichung: April 1986             |
| 1988 | My Secret Place Chalk Mark in a Rain Storm                     | — | — | — | — | — | CA44 (… Wo.)CA | Erstveröffentlichung: Mai 1988               |
| 1991 | Night Ride Home                                                | — | — | — | — | — | — | Erstveröffentlichung: Februar 1991           |
| 1991 | Come in from the Cold Night Ride Home                          | — | — | — | — | — | CA27 (… Wo.)CA | Erstveröffentlichung: Juli 1991              |
| 1994 | How Do You Stop Turbulent Indigo                               | — | — | — | UK100 (1 Wo.)UK | — | CA56 (… Wo.)CA | Erstveröffentlichung: November 1994 mit Seal |
| 1994 | Sex Kills Turbulent Indigo                                     | — | — | — | — | — | CA68 (… Wo.)CA | Erstveröffentlichung: 1994                   |

grau schraffiert: keine Chartdaten aus diesem Jahr verfügbar

### Als Gastmusikerin
| Jahr | Titel Album                        | Höchstplatzierung, Gesamtwochen, AuszeichnungChartplatzierungen (Jahr, Titel, Album, Platzierungen, Wochen, Auszeichnungen, Anmerkungen) | Höchstplatzierung, Gesamtwochen, AuszeichnungChartplatzierungen (Jahr, Titel, Album, Platzierungen, Wochen, Auszeichnungen, Anmerkungen) | Höchstplatzierung, Gesamtwochen, AuszeichnungChartplatzierungen (Jahr, Titel, Album, Platzierungen, Wochen, Auszeichnungen, Anmerkungen) | Höchstplatzierung, Gesamtwochen, AuszeichnungChartplatzierungen (Jahr, Titel, Album, Platzierungen, Wochen, Auszeichnungen, Anmerkungen) | Höchstplatzierung, Gesamtwochen, AuszeichnungChartplatzierungen (Jahr, Titel, Album, Platzierungen, Wochen, Auszeichnungen, Anmerkungen) | Höchstplatzierung, Gesamtwochen, AuszeichnungChartplatzierungen (Jahr, Titel, Album, Platzierungen, Wochen, Auszeichnungen, Anmerkungen) | Anmerkungen                                                                        |
| Jahr | Titel Album                        | DE | AT | CH | UK | US | CA | Anmerkungen                                                                        |
| ---- | ---------------------------------- | --- | --- | --- | --- | --- | --- | ---------------------------------------------------------------------------------- |
| 1997 | Got ’Til It’s Gone The Velvet Rope | DE17 (11 Wo.)DE | AT21 (9 Wo.)AT | CH11 (17 Wo.)CH | UK6 Silber · (11 Wo.)UK | — | — | Erstveröffentlichung: 15. September 1997 Janet Jackson feat. Q-Tip & Joni Mitchell |

## Videoalben und Musikvideos

### Videoalben
| Jahr | Titel                                                    | Höchstplatzierung, Gesamtwochen, AuszeichnungChartplatzierungen (Jahr, Titel, Platzierungen, Wochen, Auszeichnungen, Anmerkungen) | Höchstplatzierung, Gesamtwochen, AuszeichnungChartplatzierungen (Jahr, Titel, Platzierungen, Wochen, Auszeichnungen, Anmerkungen) | Höchstplatzierung, Gesamtwochen, AuszeichnungChartplatzierungen (Jahr, Titel, Platzierungen, Wochen, Auszeichnungen, Anmerkungen) | Höchstplatzierung, Gesamtwochen, AuszeichnungChartplatzierungen (Jahr, Titel, Platzierungen, Wochen, Auszeichnungen, Anmerkungen) | Höchstplatzierung, Gesamtwochen, AuszeichnungChartplatzierungen (Jahr, Titel, Platzierungen, Wochen, Auszeichnungen, Anmerkungen) | Höchstplatzierung, Gesamtwochen, AuszeichnungChartplatzierungen (Jahr, Titel, Platzierungen, Wochen, Auszeichnungen, Anmerkungen) | Anmerkungen                              |
| Jahr | Titel                                                    | DE | AT | CH | UK | US | CA | Anmerkungen                              |
| ---- | -------------------------------------------------------- | --- | --- | --- | --- | --- | --- | ---------------------------------------- |
| 1980 | Shadows and Light                                        | — | — | — | — | — | — | Erstveröffentlichung: 1980               |
| 1984 | Refuge of the Roads                                      | — | — | — | UK18 (2 Wo.)UK | — | — | Erstveröffentlichung: 1984               |
| 1991 | Come in from the Cold                                    | — | — | — | — | — | — | Erstveröffentlichung: 1991               |
| 1998 | Painting with Words and Music                            | — | — | — | UK25 (4 Wo.)UK | — | — | Erstveröffentlichung: 1998               |
| 2003 | Woman of Heart and Mind (A Life Story)                   | — | — | — | — | — | — | Erstveröffentlichung: 2003               |
| 2007 | The Fiddle and the Drum                                  | — | — | — | — | — | — | Erstveröffentlichung: 2007               |
| 2018 | Both Sides Now (Live At The Isle Of Wight Festival 1970) | — | — | — | UK7 (4 Wo.)UK | — | — | Erstveröffentlichung: 14. September 2018 |
| 2019 | Joni 75: A Birthday Celebration                          | — | — | — | — | — | — | Erstveröffentlichung: 2019               |

grau schraffiert: keine Chartdaten aus diesem Jahr verfügbar

### Musikvideos
| Jahr | Titel                                            | Regie                           |
| ---- | ------------------------------------------------ | ------------------------------- |
| 1970 | Woodstock (Live)                                 | Murray Lerner                   |
| 1970 | Big Yellow Taxi (Live)                           |                                 |
| 1971 | Both Sides, Now                                  | John D. Wilson                  |
| 1972 | Big Yellow Taxi                                  | John D. Wilson                  |
| 1974 | Help Me (Live)                                   | Colin Strong                    |
| 1976 | Hejira                                           | Unknown                         |
| 1983 | Chinese Cafe                                     | Joni Mitchell, Ethan A. Russell |
| 1985 | Dog Eat Dog (Live at Farm Aid)                   | Unknown                         |
| 1985 | Good Friends                                     | Jim Blashfield                  |
| 1986 | Shiny Toys                                       | Matt Mahurin                    |
| 1988 | My Secret Place (with Peter Gabriel)             | Anton Corbijn                   |
| 1988 | Dancin’ Clown                                    | Unknown                         |
| 1988 | The Beat of Black Wings                          | Jim Shea, Joni Mitchell         |
| 1988 | Lakota                                           | Unknown                         |
| 1989 | Spirit of the Forest (Gentlemen Without Weapons) | Storm Thorgerson                |
| 1991 | Night Ride Home                                  | Rocky Schenck                   |
| 1991 | Come in from the Cold                            |                                 |
| 1991 | Nothing Can Be Done                              |                                 |
| 1991 | Two Grey Rooms                                   |                                 |
| 1991 | Passion Play (When All the Slaves Are Free)      |                                 |
| 1995 | How Do You Stop? (with Seal)                     |                                 |
| 1997 | Got ’til It’s Gone (Janet Jackson)               | Mark Romanek                    |
| 1998 | Big Yellow Taxi (Live)                           | Joan Tosoni                     |
| 2000 | Both Sides, Now (Live)                           | Louis J. Horvitz                |
| 2008 | River (Live mit Herbie Hancock)                  | Jon Hill                        |
| 2018 | Big Yellow Taxi (Lyric Video)                    | Paul Gardner                    |
| 2018 | Both Sides, Now (Live)                           | Murray Lerner                   |
| 2021 | California (Live)                                |                                 |
| 2021 | River                                            | Matvey Rezanov                  |
| 2023 | Lead Balloon (Lyric Video)                       | Unknown                         |

## Boxsets
| Jahr | Titel                                                                | Höchstplatzierung, Gesamtwochen, AuszeichnungChartplatzierungen (Jahr, Titel, Platzierungen, Wochen, Auszeichnungen, Anmerkungen) | Höchstplatzierung, Gesamtwochen, AuszeichnungChartplatzierungen (Jahr, Titel, Platzierungen, Wochen, Auszeichnungen, Anmerkungen) | Höchstplatzierung, Gesamtwochen, AuszeichnungChartplatzierungen (Jahr, Titel, Platzierungen, Wochen, Auszeichnungen, Anmerkungen) | Höchstplatzierung, Gesamtwochen, AuszeichnungChartplatzierungen (Jahr, Titel, Platzierungen, Wochen, Auszeichnungen, Anmerkungen) | Höchstplatzierung, Gesamtwochen, AuszeichnungChartplatzierungen (Jahr, Titel, Platzierungen, Wochen, Auszeichnungen, Anmerkungen) | Höchstplatzierung, Gesamtwochen, AuszeichnungChartplatzierungen (Jahr, Titel, Platzierungen, Wochen, Auszeichnungen, Anmerkungen) | Anmerkungen                              |
| Jahr | Titel                                                                | DE | AT | CH | UK | US | CA | Anmerkungen                              |
| ---- | -------------------------------------------------------------------- | --- | --- | --- | --- | --- | --- | ---------------------------------------- |
| 2003 | The Complete Geffen Recordings Geffen                                | — | — | — | — | — | — | Erstveröffentlichung: 23. September 2003 |
| 2012 | The Studio Albums 1968–1979 Warner Bros.                             | — | — | — | — | — | — | Erstveröffentlichung: 30. Oktober 2012   |
| 2020 | Joni Mitchell Archives – Vol. 1: The Early Years (1963–1967) Rhino   | — | — | — | — | — | — | Erstveröffentlichung: 30. Oktober 2020   |
| 2021 | The Reprise Albums (1968–1971) Rhino                                 | DE29 (1 Wo.)DE | — | CH45 (1 Wo.)CH | UK42 (1 Wo.)UK | — | — | Erstveröffentlichung: 25. Juni 2021      |
| 2021 | Joni Mitchell Archives – Vol. 2: The Reprise Years (1968–1971) Rhino | DE74 (1 Wo.)DE | — | CH89 (1 Wo.)CH | — | — | — | Erstveröffentlichung: 12. November 2021  |
| 2022 | The Asylum Albums (1972–1975) Rhino                                  | DE93 (1 Wo.)DE | — | — | — | — | — | Erstveröffentlichung: 23. September 2022 |
| 2023 | Joni Mitchell Archives – Vol. 3: The Asylum Years (1972–1975) Rhino  | — | — | — | — | — | — | Erstveröffentlichung: 6. Oktober 2023    |
| 2024 | The Asylum Albums (1976–1980) Rhino                                  | — | — | — | — | — | — | Erstveröffentlichung: 21. Juni 2024      |
| 2024 | Joni Mitchell Archives – Vol. 4: The Asylum Years (1976–1980) Rhino  | — | — | — | — | — | — | Erstveröffentlichung: 4. Oktober 2024    |

## Promoveröffentlichungen
| Jahr | Titel Album                                       | Anmerkungen                |
| ---- | ------------------------------------------------- | -------------------------- |
| 1977 | Off Night Backstreet Don Juan's Reckless Daughter | Erstveröffentlichung: 1977 |
| 1988 | Cool Water Chalk Mark in a Rain Storm             | Erstveröffentlichung: 1988 |
| 1988 | Snakes and Ladders Chalk Mark in a Rain Storm     | Erstveröffentlichung: 1988 |
| 1991 | Nothing Can Be Done Night Ride Home               | Erstveröffentlichung: 1991 |
| 1994 | Sunny Sunday Turbulent Indigo                     | Erstveröffentlichung: 1994 |
| 1998 | The Crazy Cries of Love Taming the Tiger          | Erstveröffentlichung: 1998 |
| 2000 | Both Sides, Now Both Sides Now                    | Erstveröffentlichung: 2000 |

## Statistik

### Chartauswertung
|                     | DE    | AT    | CH    | UK     | US     | CA     |
| ------------------- | ----- | ----- | ----- | ------ | ------ | ------ |
| Nummer-eins-Alben   | DE—DE | AT—AT | CH—CH | UK—UK  | US—US  | CA1CA  |
| Top-10-Alben        | DE—DE | AT—AT | CH—CH | UK2UK  | US3US  | CA4CA  |
| Alben in den Charts | DE6DE | AT—AT | CH4CH | UK20UK | US24US | CA19CA |

|                       | DE    | AT    | CH    | UK    | US     | CA     |
| --------------------- | ----- | ----- | ----- | ----- | ------ | ------ |
| Nummer-eins-Singles   | DE—DE | AT—AT | CH—CH | UK—UK | US—US  | CA—CA  |
| Top-10-Singles        | DE—DE | AT—AT | CH—CH | UK1UK | US1US  | CA2CA  |
| Singles in den Charts | DE1DE | AT1AT | CH1CH | UK3UK | US10US | CA13CA |

|                          | DE    | AT    | CH    | UK    | US    | CA    |
| ------------------------ | ----- | ----- | ----- | ----- | ----- | ----- |
| Nummer-eins-Videoalben   | DE—DE | AT—AT | CH—CH | UK—UK | US—US | CA—CA |
| Top-10-Videoalben        | DE—DE | AT—AT | CH—CH | UK1UK | US—US | CA—CA |
| Videoalben in den Charts | DE—DE | AT—AT | CH—CH | UK3UK | US—US | CA—CA |

### Auszeichnungen für Musikverkäufe
| Silberne Schallplatte - Vereinigtes Königreich - 2024: Silber für die Single A Case Of You Goldene Schallplatte - Kanada - 2022: Gold für die Single River - Vereinigtes Königreich - 2024: Gold für die Single Both Sides, Now | Platin-Schallplatte - Kanada - 2022: Platin für die Single Both Sides, Now |

Anmerkung: Auszeichnungen in Ländern aus den Charttabellen bzw. Chartboxen sind in ebendiesen zu finden.
| Land/RegionAuszeichnungen für Musikverkäufe (Land/Region, Auszeichnungen, Verkäufe, Quellen) | Silber     | Gold       | Platin     | Verkäufe  | Quellen         |
| -------------------------------------------------------------------------------------------- | ---------- | ---------- | ---------- | --------- | --------------- |
| Kanada (MC)                                                                                  | —          | 3× Gold3   | 2× Platin2 | 300.000   | musiccanada.com |
| Vereinigte Staaten (RIAA)                                                                    | —          | 6× Gold6   | 4× Platin4 | 7.000.000 | riaa.com        |
| Vereinigtes Königreich (BPI)                                                                 | 7× Silber7 | 7× Gold7   | 2× Platin2 | 2.600.000 | bpi.co.uk       |
| Insgesamt                                                                                    | 7× Silber7 | 16× Gold16 | 8× Platin8 |           |                 |